# César du public
Le César du public est une récompense cinématographique française décernée de 2018 à 2020 par l'Académie des arts et techniques du cinéma, de la 43e à la 45e cérémonie des César.
Au cours des deux premières années, le prix est automatiquement décerné au film français ayant fait le plus d'entrées en salle durant l'année précédant la célébration et le décompte du box-office s'arrête juste avant le début de la cérémonie afin de ne pas pénaliser les sorties de fin d'année. La création de cette distinction répond initialement au besoin de récompenser notamment le cinéma comique français, qui reste le genre le plus populaire en France mais peu souvent lauréat des César,.
En 2020, pour la 45e cérémonie, il est décidé de modifier la procédure, et le César du public est cette fois déterminé par un vote de l'Académie qui désigne un lauréat parmi les cinq films français en tête du box-office de 2019 « afin de représenter à la fois le choix du public, et le vote des professionnels du cinéma » déclare Alain Terzian, président de l'Académie des César,. Cette année-là, le prix récompense ainsi Les Misérables de Ladj Ly (2 116 719 entrées) alors que la comédie Qu'est-ce qu'on a encore fait au Bon Dieu ? de Philippe de Chauveron est no 1 au box-office français avec plus de 6,7 millions d'entrées,. Très contesté, le César du public disparaît en 2021 pour la 46e cérémonie, après avoir été remis seulement trois fois.

## Palmarès
La couleur       indique les films ayant réalisé le plus grand nombre d'entrées (si différent du lauréat)
- 2018 : Raid dingue - Dany Boon
- 2019 : Les Tuche 3 - Olivier Baroux
- 2020 : Les Misérables - Ladj Ly
  - Qu'est-ce qu'on a encore fait au Bon Dieu ? - Philippe de Chauveron
  - Nous finirons ensemble - Guillaume Canet
  - Hors normes - Éric Toledano et Olivier Nakache
  - Au nom de la terre - Édouard Bergeon

## Box-office du film récompensé
| Cérémonie  | César du public | Réalisateur    | Date de sortie   | Box-office France |
| ---------- | --------------- | -------------- | ---------------- | ----------------- |
| 43e (2018) | Raid dingue     | Dany Boon      | 1er février 2017 | 4 571 310 entrées |
| 44e (2019) | Les Tuche 3     | Olivier Baroux | 31 janvier 2018  | 5 687 200 entrées |
| 45e (2020) | Les Misérables  | Ladj Ly        | 20 novembre 2019 | 2 116 719 entrées |